# Joseph-Laurent Malaine
Joseph-Laurent Malaine, né le 21 février 1745 à Tournai (Pays-Bas autrichiens) et mort le 5 mai 1809 à Paris, est un peintre de fleurs et peintre-cartonnier.

## Biographie
Fils de Régnier Joseph Malaine, maître peintre de fleurs à Tournai, Joseph-Laurent Malaine naît dans cette même ville le 21 février 1745. Selon le site du Prado, il se forme au métier de peintre de fleurs à Tournai. En 1773, il présente deux tableaux de fleurs dans des vases au premier salon de Lille. On sait ensuite qu'il épouse Hélène Victoire Roze (fille d'un maître sculpteur et marchand de bois, morte en 1856) à l'été 1779, à Paris. Le couple y résidait alors, grande rue du faubourg Saint Martin.
On connaît de lui des tableaux qu'il a datés de 1773, et jusqu'à 1806.
En 1784  ou 1786, il succède à Maurice Jacques (1712–1784) et devient peintre de fleurs à la manufacture des Gobelins, « où il conçoit des cartons pour des chaises » : il est donc peintre-cartonnier et crée, avec son atelier, des modèles pour des tapisseries de sièges. 
Maurice Fenaille précise : « Il fut invité par le directeur Pierre à venir occuper un logement à la Manufacture ; il ne devait toucher aucun traitement, mais être payé de tous les ouvrages qu'il exécuterait pour le compte de la Manufacture. »
Il ajoute : « Pierre, premier peintre du Roi, écrivait le 2 juillet 1788 au Comte d’Angiviller pour le prier de ratifier la nomination de Laurent Malaine. »
Il donne le détail d'une commande reçue par Malaine : elle concerne un « meuble complet » (c'est-à-dire l'ensemble des sièges d'un salon) pour lequel il fit des modèles pour les dossiers, sièges et plates-bandes (la bande verticale de tissu ou tapisserie sous la partie horizontale du siège) de deux canapés, douze fauteuils et deux feuilles d'écran (de cheminée).
On peut voir un carton de ce genre au musée des Arts décoratifs de Paris. Vingt-huit cartons de Malaine sont conservés au Mobilier national. Malaine réalisa aussi des dessins pour des bordures, un « dessin de tapis ... pour le service de la manufacture royale de la Savonnerie » (1788), etc.
Après la nomination de Charles-Axel Guillaumot à la tête de la Manufacture des Gobelins, Jacqué indique que le séminaire où étaient formés les apprentis ainsi que l'académie royale de peinture et de sculpture qui les formait au dessin sont supprimés, et les trois peintres attachés à la manufacture renvoyés, y compris Malaine,, mais celui-ci semble rester à la tête de son atelier, aux Gobelins.
En 1792, on sait qu'il travaille déjà depuis longtemps pour la manufacture de papier peint Arthur et Grenard
), à Paris, et pour une manufacture « d’indienne de Mulhouse en Suisse (Mulhouse est alors un territoire indépendant lié à la Suisse) », celle de Dollfus père, fils & Cie, fondée en 1786, « aux affaires de laquelle il était intéressé et qu'il allait visiter », selon Fenaille,. Il fournit également « un projet de papier peint à la manufacture royale de la Savonnerie » (selon Véronique de Bruignac-La Hougue). Il fait état de sa décision de quitter les Gobelins dans un courrier daté du 29 septembre 1792, trois semaines après les massacres de Septembre. Selon Fenaille, « il fut invité à évacuer le logement qu'il occupait, le ministre Roland en ayant réitéré l'ordre le 11 octobre 1792 » parce qu'il travaillait moins pour la Manufacture que pour les fabriques de papier peint ou d'indiennes.
Début 1793, installé à Mulhouse, il poursuit sa coopération avec la manufacture de papiers peints Nicolas Dollfus et Cie (commencée en 1790 - il a auparavant été le professeur de Nicolas Dollfus), dessinant des modèles de papiers peints pour l'entreprise alsacienne à laquelle il restera fidèle après son retour à Paris, et travaille comme peintre en fleurs pour les manufactures de toiles et papiers peints de Mulhouse, Thann et Rixheim. 
De retour à Paris en mars 1797 (selon Jacqué ; 1796, selon le Prado), « il continua à peindre des tableaux estimés, dont plusieurs ont été attribués à Van Spaendonck » (Grand Dictionnaire), tout en continuant sa collaboration avec les entreprises de Mulhouse, puis de Rixheim. Il serait ensuite (selon le Prado) nommé  professeur à l'Académie de Lyon, poste qu'il occupe jusqu'à sa mort à Paris le 5 mai 1809. Il est enterré au cimetière du Père-Lachaise, division 57.
Malaine expose au Salon de 1791 à 1808. Il peignait à l'huile sur cuivre, bois ou toile. La plupart de ses œuvres représentent des bouquets de fleurs dans des vases posés sur des entablements, quelquefois avec des insectes, voire des oiseaux. Parmi les tableaux passés en vente récemment, on a pu voir deux natures mortes représentant, pour l'une, deux tiges de « roses de Sharon », l'autre deux grappes de raisin en trompe-l'œil. On connaît aussi de lui plusieurs tableaux de fruits, comme celui représentant des pêches, avec des fleurs de jasmin et deux chardonnerets.
Le site du musée du Prado le décrit comme un « Peintre modeste dont on connaît peu d'œuvres, ses compositions se caractérisent par une élégance et une simplicité très éloignées du style spectaculaire qui prévalait à l'époque. Les deux peintures de vases de cet artiste conservées au musée du Prado sont un bon exemple de son style méticuleux et détaillé. Son travail s'intéresse particulièrement à l'effet réaliste et tangible des différentes textures et motifs, qu'il s'agisse de fleurs, de vases ou d'insectes. Grâce à l'étude de la lumière sur les différentes qualités, il parvient à créer une sensation de volume qui renforce le réalisme de ses peintures. ». A la date de sa mort, on sait que son fils Louis Alphonse Joseph Malaine (Paris 1782-Mulhouse 1858 - sa femme était de Thann) était dessinateur aux Gobelins. Il « fit ensuite carrière à Mulhouse où il devint un spécialiste du dessin cachemire ».
Malaine  eut pour élève Jacques Barraband, qui devint peintre de la  « classe de la fleur » de l'École de dessin de Lyon en 1807.

## Tableaux
- Musée du Prado : deux tableaux (huile sur bois), peints entre 1786 et 1793, figurent en réserve. Ils appartenaient auparavant à la Collection royale (Palais royal de Madrid, Chambre de la Reine) [n 4].

- Mulhouse : Un Bouquet de fleurs (huile sur bois) fut offert en 1866 au musée des beaux-arts de Mulhouse par Eugène Koechlin[n 5].

- La « salle de séances » de l'hôtel de ville de Munster (au premier étage) est ou a été ornée de deux tableaux dont l'auteur pourrait être Malaine. Intitulés Vase de fleurs avec papillons blancs et Vase de fleurs avec papillon de couleur, ils sont peints à l'huile sur toile, et représentent des bouquets de fleurs dans leur vase, qui est posé dans une niche cintrée[20].

- En 1887, furent vendus un tableau venant du Château de Vaugereau[n 6], près de Briare (Roses, pivoines, pieds d'alouette et autres fleurs, dans des corbeilles posées sur des consoles de marbre : 600 fr.) et deux tableaux ayant appartenu au baron de Longuève (« Fleurs dans des corbeilles. Deux pendants sur cuivre : 600 fr. »)[21]. Compte tenu du fait que le baron était le propriétaire du château de Vaugereau, il se pourrait que ces trois tableaux n'en soient en réalité que deux puisque le catalogue de vente de sa collection ne fait apparaître que les deux pendants[n 7].

Des œuvres de Malaine sont régulièrement en vente.
Malaine signe ses tableaux « Louis Malaine », « L Malaine », ou d'un monogramme, « LJM » ou « LM ».